# 能高山矾
能高山矾（学名：Symplocos nokoensis）为山矾科山矾属下的一个种。

## 扩展阅读
- 維基物種上的相關：能高山矾